# Limpley Stoke
Limpley Stoke est un village et une paroisse civile dans le Wiltshire, en Angleterre. Il est situé dans la vallée de l’Avon, entre Bath et Freshford et se trouve à la fois  au-dessus et en dessous de la route A36.
La paroisse civile, qui comptait 637 habitants en 2001, comprend également le hameau de Waterhouse, et la périphérie du village de Midford dans le Somerset. La maison de campagne du XVIIIe siècle à Waterhouse était une maison d'habitation pour les personnes âgées. Il s'agit d'un bâtiment classé Grade II.

## Histoire
En 1885, MM E.G. Browne et J.C. Margetson acquirent une usine de tissu, connue sous le nom Moulin Avon, sur les rives de la rivière Avon à Limpley Stoke. Les anciens propriétaires de l'usine étaient à l'origine des marchands de bois, mais s’étaient plus tard diversifié dans la production de produits en caoutchouc. En 1890, l'entreprise avait transféré dans des locaux à Melksham dans le Wiltshire et devint plus tard Avon Rubber.
Le village a deux pubs, dont l’un, The Hop Pole, qui date du XVIIe siècle, fut utilisé dans le tournage du film Les Vestiges du jour avec Anthony Hopkins.

## Transport
La gare ferroviaire de Limpley Stoke, sur la Wessex Main Line, est fermée et est maintenant une propriété privée. C'était la gare de la jonction avec l'ancienne ligne allant vers Camerton, dans le Somerset, sur laquelle Tortillard pour Titfield fut filmé.
L'ascenseur à caisson du canal à charbon du Somersetshire désaffecté rejoint le canal Kennet et Avon au niveau du pont-canal de Dundas dans le village. La dernière section fut restaurée dans les années 1980, et est utilisée pour amarrages.

## Église paroissiale
L'église paroissiale de l’Église d'Angleterre de Sainte-Marie, datant du Xe siècle, est un bâtiment classé grade II*. Il était à l'origine dédiée à Sainte Édith de Wilton du Wiltshire, mais au XVIe siècle, après quelque cinq cents ans, l'église fut dédiée à Ste Marie.

## Résidents notables
- Miles Kington

## Galerie

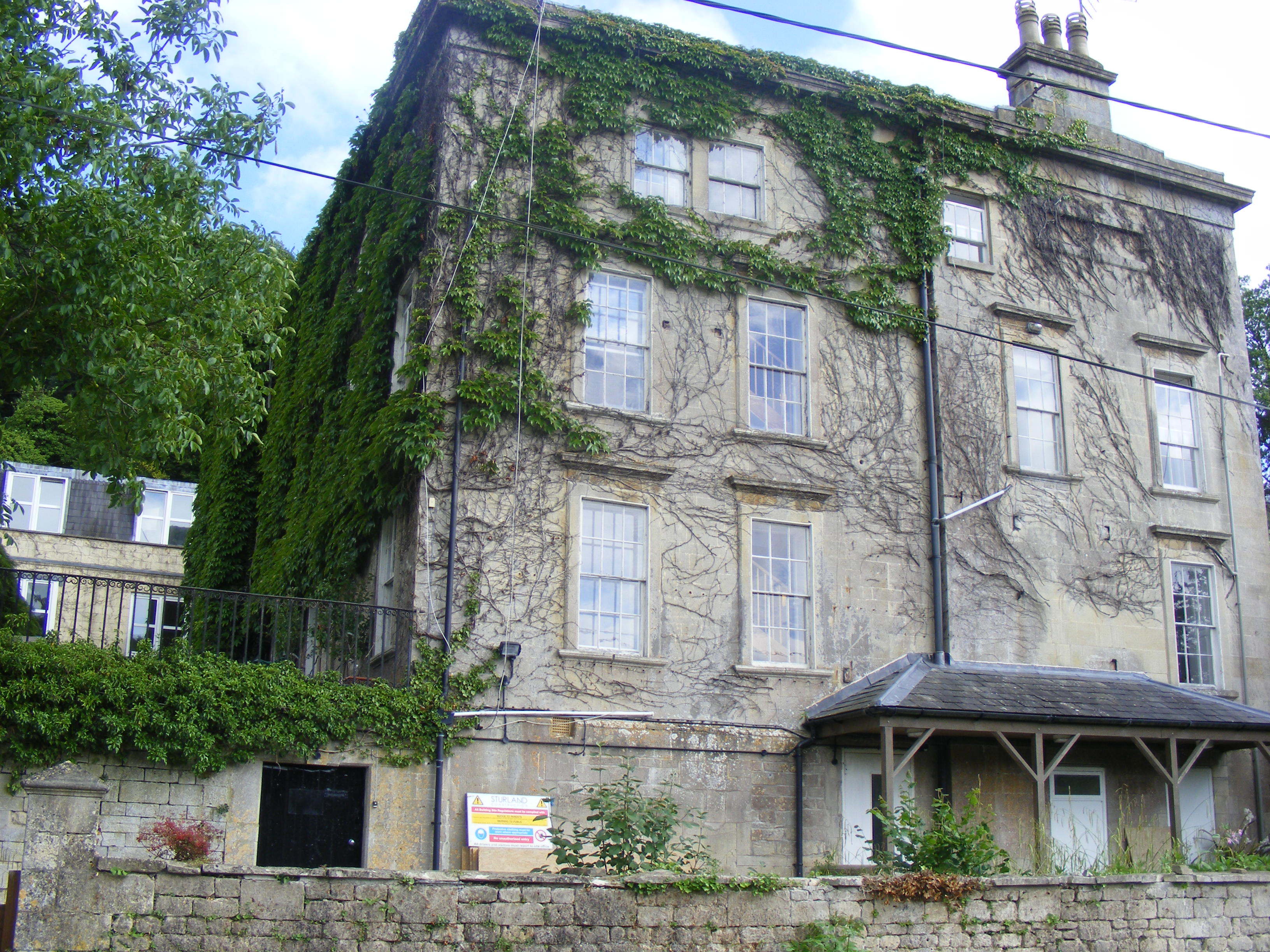
Waterhouse
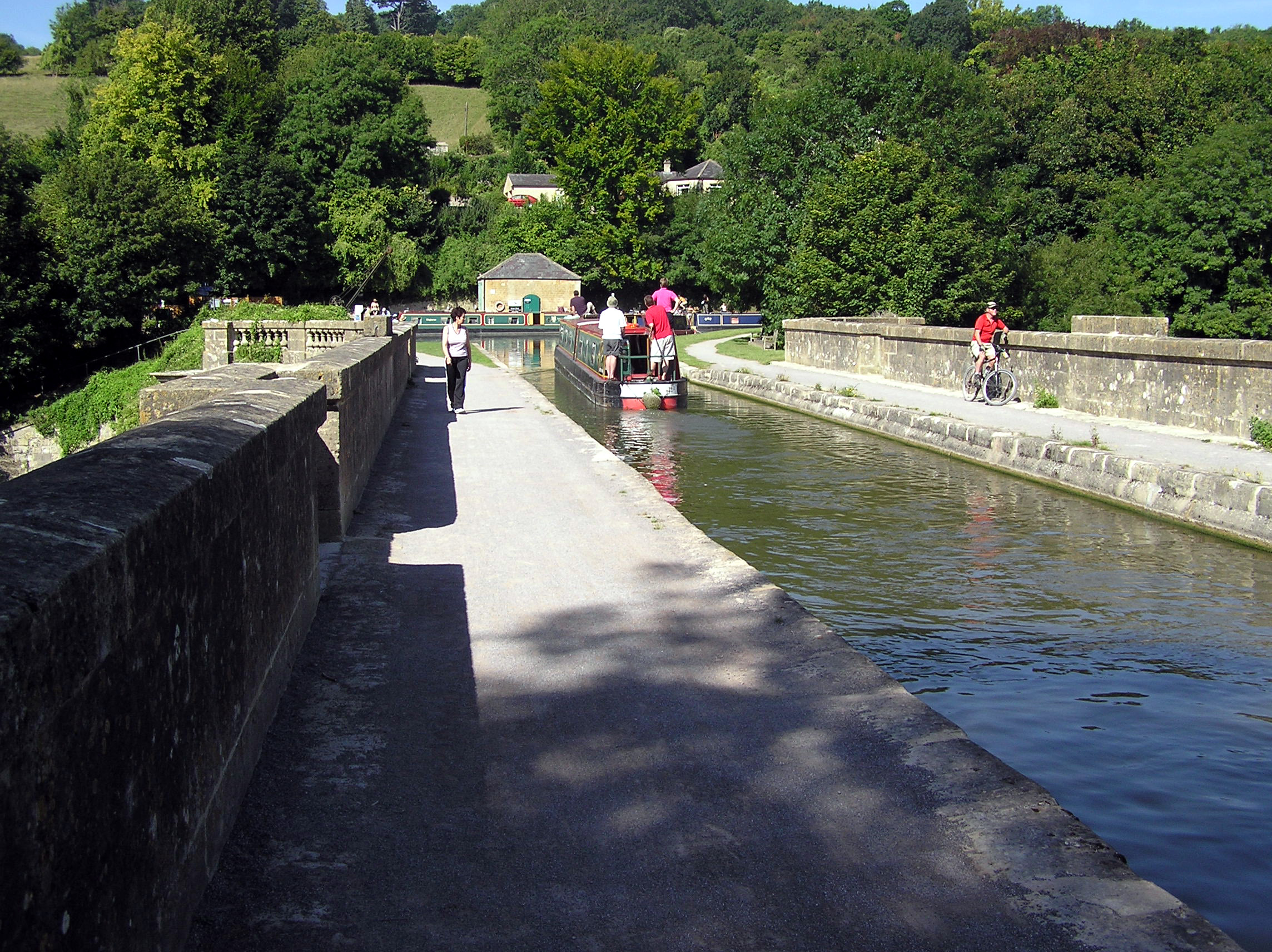
Le pont-canal de Dundas sur le canal Kennet et Avon près de Limpley Stoke.
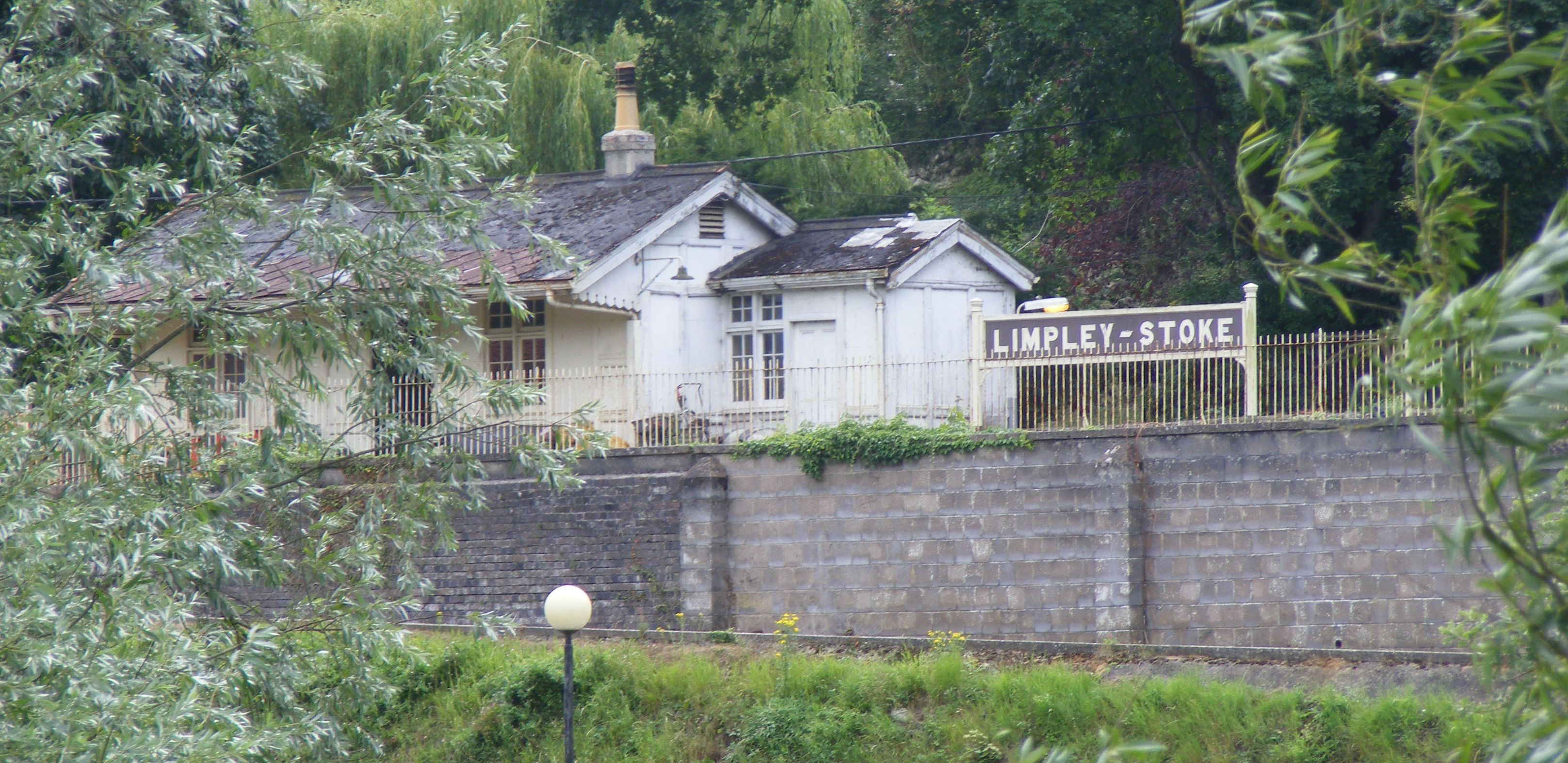
La gare de chemin de fer désaffectée qui maintenant une propriété privée.
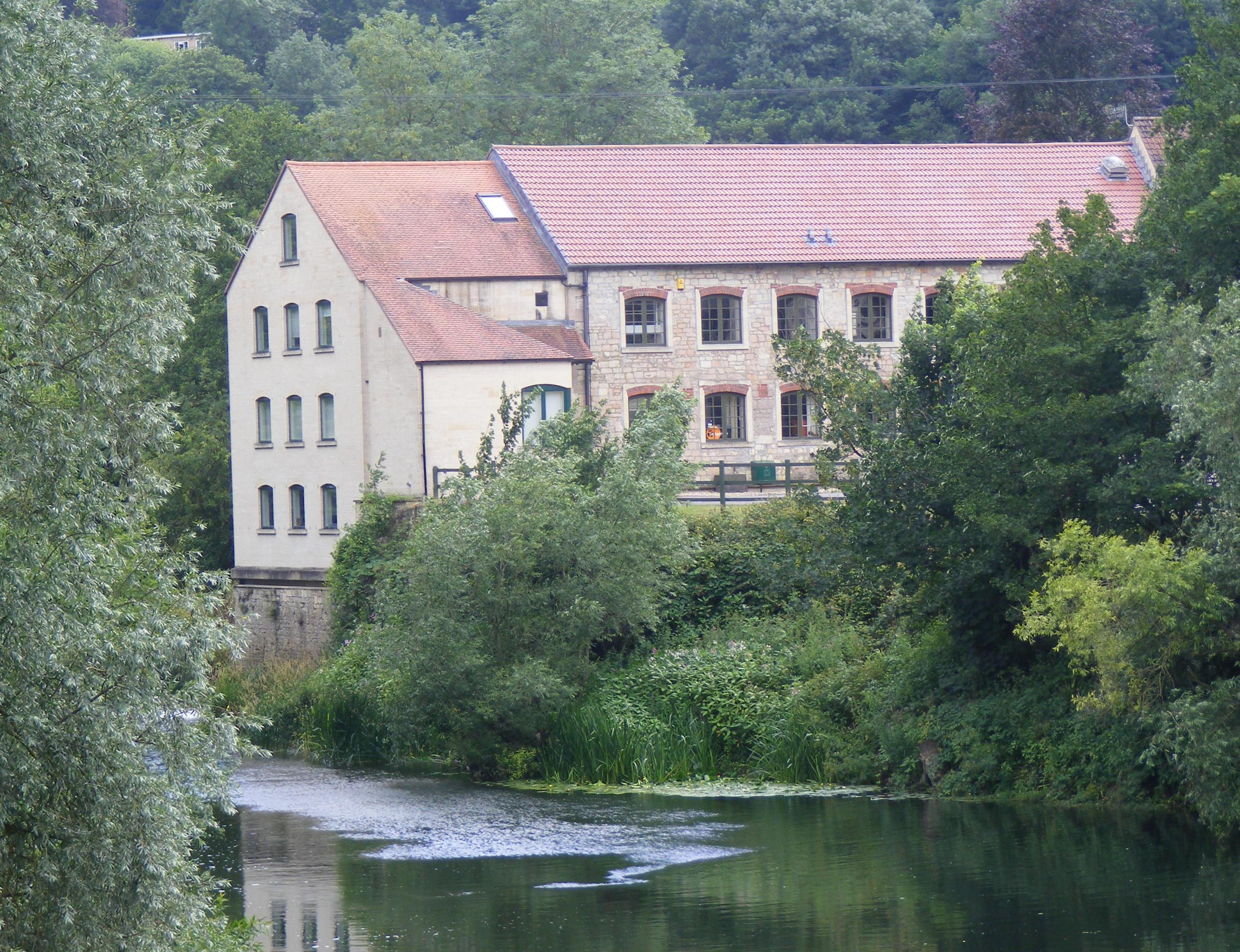
Le moulin
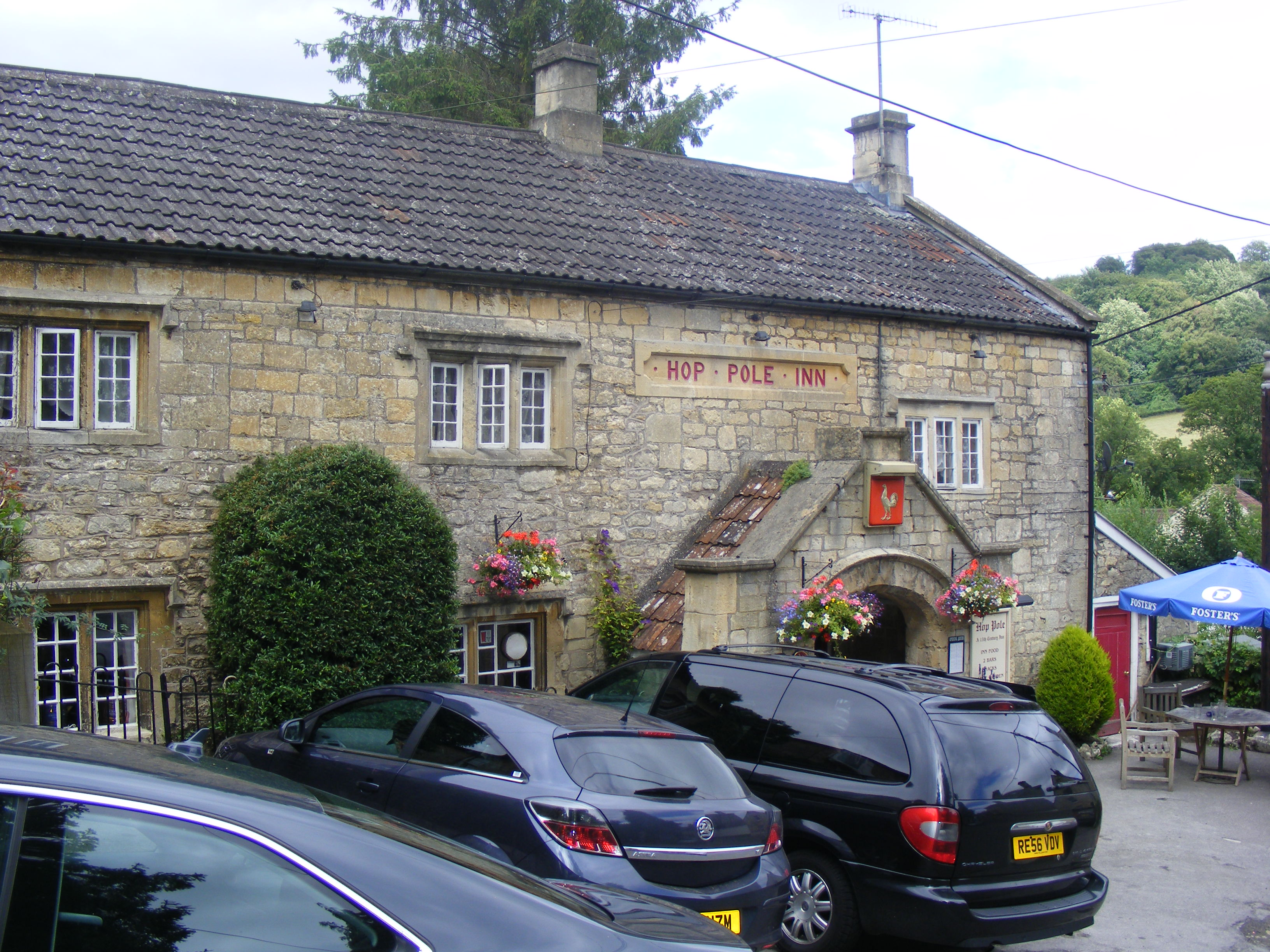
Le pub le "Hop Pole Inn"